# Ceuthophilus genicularis
Ceuthophilus genicularis är en insektsart som först beskrevs av Henri Saussure och Francois Jules Pictet de la Rive 1897.  Ceuthophilus genicularis ingår i släktet Ceuthophilus och familjen grottvårtbitare. Inga underarter finns listade i Catalogue of Life.